# Anatoli Borissowitsch Marienhof

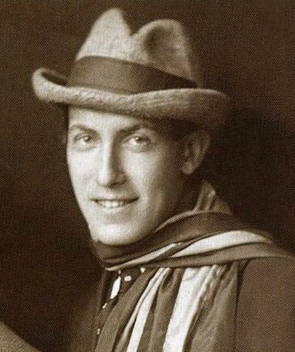
Anatoli Marienhof 1919

Anatoli Borissowitsch Marienhof (russisch Анатолий Борисович Мариенгоф; * 24. Junijul. / 6. Juli 1897greg. in Nischni Nowgorod; † 24. Juni 1962 in Leningrad) war ein russischer Schriftsteller.

## Leben
Er entstammte einer kurländischen Adelsfamilie.
Marienhof war ein Vertreter des Imaginismus. Sein Werk war lange Zeit in Vergessenheit geraten. Erst seit den 1980er und 1990er Jahren wurden seine meisten Romane und Gedichte neu aufgelegt.
Marienhof besuchte das Gymnasium in Pensa und wurde 1916 zum Kriegsdienst eingezogen. Seine Mutter starb bereits während seiner Gymnasialzeit, sein Vater kam im Russischen Bürgerkrieg um. Er kam 1918 nach Moskau, wo er den jungen Dichter Sergei Alexandrowitsch Jessenin kennenlernte. Die beiden Dichter verband eine enge Freundschaft, sie wohnten von 1918 bis 1922 zusammen. Zusammen mit den Dichtern Rjurik Iwnew und Wadim Scherschenewitsch sowie den Malern Boris Erdman und Georgi Jakulow bildeten sie die Gruppe der Imaginisten, deren Deklaration sie im Januar 1919 veröffentlichten. Nachdem Marienhof seinen Roman ohne Lüge zu schreiben begonnen hatte, der viele Einzelheiten aus Jessenins Leben preisgab, brach dieser 1924 die Beziehung zu Marienhof ab. Marienhof verlegte sich nun auf das Schreiben von Romanen, ab den 1930er Jahren wurden seine Werke aber kaum noch verlegt und er geriet in der UdSSR lange in Vergessenheit. Er verfasste 1953–56 die Autobiografie Mein Jahrhundert, meine Jugend in dem Bewusstsein, sie nicht zu Lebzeiten veröffentlichen zu können.

## Werke
- Verschwörung der Narren (1922)
- Roman ohne Lüge: Erinnerungen (1927); Volk und Welt, Berlin, 1. Auflage 1984
- Zyniker (1927)
- Der rasierte Mann (1928)
- Jekaterina
- Roman mit Freunden (1965)
- Der rasierte Mann und Zyniker : zwei Romane, Frankfurt am Main: Eichborn-Verlag 2001, Reihe Die Andere Bibliothek, ISBN 978-3-8218-4502-9.
- Aufzeichnungen eines vierzigjährigen Mannes. Aus dem Russischen von Olga Martynova. In: Krachkultur 10/2004